# 9386 Hitomi
9386 Hitomi è un asteroide della fascia principale. Scoperto nel 1993, presenta un'orbita caratterizzata da un semiasse maggiore pari a 3,1783527 UA e da un'eccentricità di 0,2381214, inclinata di 1,41710° rispetto all'eclittica.